# Евстифеев, Роман Владимирович
Роман Владимирович Евстифеев (род. 19 сентября 1992) — российский легкоатлет, специалист по спортивной ходьбе. Выступает на профессиональном уровне с 2011 года, член сборной России, победитель Кубка Европы в командном зачёте, многократный призёр первенств всероссийского значения. Представляет Мордовию. Мастер спорта России.

## Биография
Роман Евстифеев родился 19 сентября 1992 года.
Занимался спортивной ходьбой в Центре олимпийской подготовки в Саранске, проходил подготовку под руководством тренеров В. И. Головина, В. В. Аверкина, А. В. Денисова.
Выступал на крупных всероссийских соревнованиях с 2011 года.
В 2014 году стал четвёртым в ходьбе на 35 км на зимнем чемпионате России в Сочи и выиграл серебряную медаль в ходьбе на 50 км на летнем чемпионате России в Чебоксарах.
В 2015 году показал четвёртый результат в дисциплинах 35 и 20 км на зимнем чемпионате России в Сочи и на летнем чемпионате России в Чебоксарах соответственно. Попав в состав российской национальной сборной, выступил на Кубке Европы по спортивной ходьбе в Мурсии — занял пятое место в личном зачёте 50 км и тем самым помог своим соотечественникам выиграть командный зачёт. Будучи студентом, представлял страну на Всемирной Универсиаде в Кванджу, но здесь в ходе прохождения 20-километровой дистанции был дисквалифицирован.
В 2016 году взял бронзу в ходьбе на 35 км на зимнем чемпионате России в Сочи. Должен был стартовать в дисциплине 50 км на летних Олимпийских играх в Рио-де-Жанейро, однако ИААФ на фоне допингово скандала запретила российским легкоатлетам участвовать в Играх.
На чемпионате России 2018 года в Чебоксарах Евстифеев стал серебряным призёром в ходьбе на 20 км.
В 2019 году в той же дисциплине вновь получил серебро на чемпионате России в Чебоксарах.